# Martín Cáceres
José Martín Cáceres Silva (Montevideo, 7. travnja 1987.) urugvajski je nogometaš. Trenutačno igra za L.A. Galaxy.

## Klupska karijera

### Ranije godine
Cáceres je svoju karijeru započeo u Defensor Sportingu klubu iz glavnog grada Urugvaja, Montevidea. Vrlo mlad je postao sastavni dio momčadi Defensora.
U veljači 2007. godine Cáceres je stigao u Španjolsku, točnije Villarreal. Villarreal ga je odmah po dolasku poslao na posudbu u Recreativo gdje je bio jedan od igrača koji su najviše igrali s 2988 odigranih minuta za Recreativo te sezone. 

### Barcelona
Cáceres je u Barcelonu stigao 4. srpnja 2008. godine za 16.5 milijuna eura. U jednoj sezoni u katalonskom klubu nije puno igrao zbog ozljeda te odluka trenera.
Nakon oporavka od ozljede Cáceres je u klubu bio tek četvrti stoper iza Rafaela Márqueza, Gerarda Piquéa i Carlesa Puyola. U Ligi prvaka odigrao je te sezone tri utakmice no u finalu kada je Barcelona svladala Manchester Uniteda nije igrao.

### Posudba u Juventus
Dana 6. kolovoza 2009. godine Barcelona je posudila Cáceresa talijanskom prvoligašu, Juventusu s pravom otkupa na kraju sezone u iznosu od 11 milijuna eura. 
Za Juventus je debitirao u predsezoni protiv svojeg bivšeg kluba Villarreala kada je ušao kao zamjena za Jonathana Zebinu. Sezone je za Cáceresa vrlo dobro počela kada je dao pogodak u svojem debiju protiv Lazia u gostujućoj pobjedi 2:0 Juventusa. Pod vodstvom trenera Cire Ferrare postao je stalni član momčadi sve dok ga brojne ozljede nisu omele. U siječnju 2010. godine zadobio je težu ozljedu zbog koje ga nije bilo na nogometnim travnjacima nekoliko mjeseci.

### Sevilla
Dana 30. kolovoza 2010. godine Cáceres se vratio u Španjolsku te prešao na posudbu u Sevillu. U Sevilli je Cáceres počeo igrati redovito pogotovo na mjestu desnog bočnog.
Cáceres je 1. svibnja 2011. godine bio teže ozljeđen nakon što je Almerijin Michael Jakobsen brutalno startao na njega. Jakobsen je dobio izravni crveni karton, a Cáceres je bio otpisan do kraja sezone. Neočekivano Cáceres se oporavio te zaigrao u dvije posljednje utakmice te sezone.
Dne 31. svibnja 2011. godine Sevilla dogovorila je kupnju Cáceres iz Barcelone. No već u sljedećem zimskom prijelaznom roku Cáceres je posuđen Juventusu, gdje je već bio na posudbi dvije sezone ranije.

### Povratak u Juventus
Nekoliko dana prije kraja zimskog prijelaznog roka 2012. Cáceres je stigao kao drugo klupsko pojačanje te zime u Juventus. Prije njega je Marco Borriello doveden također na posudbu iz Rome.
Dana 8. veljače 2012. godine je debitirao za Juventus u polufinalnoj utakmici talijanskog kupa protiv Milana na San Siru. Juventus je pobijedio u derbi utakmici pobijedio 2:1, a Cáceres je zabio oba pogotka za svoj klub kojem je donio važnu prednost uoči uzvratne utakmice u Torinu. Cáceres je sjajnom igraom u prvoj utakmici nakon povratka oduševio sve navijače Juventusa, pogotovo drugim pogotkom kojeg je postigao prekrasnim lobom s vrha šesnaesterca.
Nakon što je počeo sve redovnije igrati, Cáceres je zabio i svoj prvi pogodak u Serie A nakon dolaska u Juventus. Zabio je Cáceres za vodeći pogodak Juventusa u domaćoj utakmici protiv Intera, 25. ožujka 2012. godine Cáceres je u 57. minuti pogodio glavom u nebranjeni dio gola Julia Cesara nakon što je Andrea Pirlo ubacio iz kornera. Kasnije je Alessandro Del Piero zabio za rezultat 2:0 kojim se utakmica i završila. 
Krajem 2015./16. sezone je Cáceres napustio Juventus. 2019. dolazi na posudbu u Juventus. Došao je za 600 000 eura. U Juventusu je odigrao devet ligaških utakmica i osvojio svoj peti naslov Serie A.

### Fiorentina
U kolovozu 2019. godine je Cáceres stigao kao slobodan igrač u Fiorentinu. U Firenci je Urugvajac potpisao jednogodišnji ugovor s mogućnost produžetka na jednu godinu. Za La Violu je Cáceres debitirao protiv bivšeg kluba Juventusa, gdje je bio u udarnoj postavi. Tijekom tog susreta je urugvajski reprezentativac zaradio žuti karton u desetoj minuti.

## Reprezentativna karijera
Cáceres je igrao za urugvajsku reprezentaciju do 20 na svjetskom prvenstvu u Kanadi 2007. godine. Na južnoameričkom prvenstvu za igrače do 20 godina starosti proglašen je najboljim obrambenim igračem kada je njegova momčad osvojila treće mjesto.
Za seniorsku reprezentaciju Urugvaja debitirao je 12. rujna iste godine u Johannesburgu protiv JAR-a. Izbornik Óscar Tabárez pozvao ga je 2010. godine na svjetsko prvenstvo u Južnoafričkoj Republici. Igrao je Cáceres u polufinalnoj utakmici protiv Nizozemske te u utakmici za treće mjesto protiv Njemačke. Obje utakmice je Urugvaj izgubio rezultatom 3:2. Na tom svjestkom prvenstvu Cáceres je bio tek zamjena na poziciji desnog bočnog za Portovog Jorgea Fucilea.
Kako Fucile nije bio pozvan na južnoameričko prvenstvo 2011. godine u Argentini Cáceres je igrao u pet od šest utakmica i to na poziciji desnog bočnog kada je Urugvaj po 15. put osvojio prvenstvo Južne Amerika.

## Vanjske poveznice
- Profil na Transfermarktu
- Profil na Soccerwayu  Arhivirana inačica izvorne stranice od 2. travnja 2017. (Wayback Machine)